# Kinyongia carpenteri
Kinyongia carpenteri là một loài thằn lằn trong họ Chamaeleonidae. Loài này được Parker mô tả khoa học đầu tiên năm 1929.